# South Sea Love (film 1927)
South Sea Love è un film muto del 1927 diretto da Ralph Ince. La sceneggiatura si basa su A Game in the Bush, racconto di Georges Surdez pubblicato su Adventure il 20 febbraio 1923.

## Trama
Fred Stewart si sacrifica, lavorando come uno schiavo nell'isola sperduta di Lamu Vita, per mettere da parte del denaro che invia a Charlotte, la sua fidanzata. Lei, una ballerina di fila, con l'aiuto del suo manager è vicina a raggiungere il traguardo della celebrità avendo usato a tal fine anche il denaro di Stewart. La ragazza si fa corteggiare dal giovane Bob Bernard che diventa melodrammatico quando lei gli dice di essere già sposata con Stewart: l'uomo annuncia che è pronto a uccidere il rivale se questi non accetterà di divorziare da lei, lasciandola libera. Stewart, quando viene a sapere dell'infedeltà di Charlotte, decide di darsi al bere ma, sull'isola, giunge anche Bob, anche se i suoi propositi nei confronti di Stewart non possono essere considerati pericolosi, perché il giovane è preda delle febbri. Curato dallo stesso Stewart, Bob ha un chiarimento con il rivale: entrambi capiscono di essere stati presi in giro da Charlotte e meditano di vendicarsi di lei. Ma, tutti e due, non riescono a sottrarsi del tutto al fascino della ragazza, finendo per battersi a causa sua. Charlotte, allora, cerca di annegarsi, ma viene salvata da Stewart. Bob, sconfitto, se ne va via lasciando i due, che hanno ritrovato l'amore, da soli.

## Produzione
Il film fu prodotto dalla Robertson-Cole Pictures Corporation.

## Distribuzione
Il copyright del film, richiesto dalla R-C Pictures Corp., fu registrato il 3 novembre 1927 con il numero LP24636.
Distribuito dalla Film Booking Offices of America, il film - presentato da Joseph P. Kennedy - uscì nelle sale cinematografiche USA il 10 dicembre 1927. Nel Regno Unito, uscì il 19 novembre 1928 distribuito dalla Ideal (Ideal Films Ltd.).